# Konrad Martinowski
Konrad Martinowski (ur. 18 grudnia 1902 w Królewskiej Hucie, obecnie Chorzów, zm. 24 września 1977 w Chorzowie – działacz katolickiego ruchu młodzieżowego, śpiewaczego, sportowego, turystycznego. Założyciel pierwszego na Górnym Śląsku katolickiego klubu sportowego.

## Życiorys
Niewiele wiadomo o jego młodości. W grudniu 1919, wraz z ks. Janem Tomalą oraz Juliuszem Grządzielą, współzałożyciel Stowarzyszenia Młodzieży Polskiej "Promień" przy parafii św. Jadwigi w Królewskiej Hucie (obecnie Chorzów). Od 1920 organizator rozgrywek sportowych (m.in. piłki nożnej) w ramach stowarzyszenia "Promień". Po jego akcesie do Królewskohuckiego Obwodu Górnośląskiego Okręgowego Związku Piłki Nożnej, stowarzyszenie faktycznie stało się pierwszym na Górnym Śląsku katolickim klubem sportowym. Członek zarządu tego stowarzyszenia, od 1923 jego prezes.
Od września 1922 pracownik Urzędu Wojewódzkiego Śląskiego w Katowicach; od czerwca 1927 naczelnik kancelarii Wydziału Budżetowo-Gospodarczego tego urzędu.
Po 1922 organizator pielgrzymek i wycieczek. W 1925 uczestnik II Pielgrzymki Ślązaków do Rzymu i Watykanu.
Od 1924 członek Rady Związkowej stowarzyszenia "Promień". W latach 1925–28 prezes okręgu królewskohuckiego Stowarzyszeń Śląskiego Związku Młodzieży Polskiej. Sprzeciwiał się przekazaniu części majątku stowarzyszenia niemieckiej organizacji Deutsche Jugendkraft. Po konflikcie z proniemieckim wikarym parafii wycofał się z działalności. Mianowany prezesem honorowym stowarzyszenia.
Członek Związku Peowiaków w Chorzowie, Założyciel chóru kościelnego "Seraf" (1935) przy kościele św. Antoniego w Chorzowie. Mieszkał w Królewskiej Hucie (obecnie Chorzów), przy ul. Stawowej 3.